# کلیمرا
کلیمرا (به ایتالیایی: Calimera) یک منطقهٔ مسکونی در ایتالیا است که در استان لچه واقع شده‌است.

## خصوصیات
کلیمرا ۱۱٫۱۴ کیلومترمربع مساحت و ۷٬۳۶۳ نفر جمعیت دارد و ۵۶ متر بالاتر از سطح دریا واقع شده‌است.